# Коршунов Сергій Олександрович
Сергій Олександрович Коршунов (рос. Сергей Александрович Коршунов; нар. 8 жовтня 1928, Москва — пом. 12 грудня 1982, Москва) — радянський футболіст і тренер. Нападник «Крил Рад» (Москва), «Динамо» (Москва), ЦБРА (Москва) і «Динамо» (Київ).

## Життєпис

### Кар'єра гравця
У футбол почав грати в 1944 році в юнацькій команді СЮП (Стадіон юних піонерів, Москва).
У 1946—1948 роках грав у «Крилах Рад» (Москва), що виступав у найвищому дивізіоні СРСР. Упродовж 1949—1953 — гравець ВПС (Москва). Коли в травні 1953 року клуб розформували, дограв сезон у «Динамо» (Москва).
У сезоні 1954 виступав за ЦБРА (Москва), 1955—1956 — «Спартак» (Москва). У першостях 1956—1957 грав за «Динамо» (Київ), входив до складу команди УРСР на Спартакіаді народів СРСР 1956 (3-є місце).
Закінчував кар'єру (1958—1960) у «Металургу» (Запоріжжя), що виступав у класі «Б», з вересня 1959 року був гравцем-тренером.

### Тренерська діяльність
Після першості 1960 завершив ігрові виступи за «Металург» (Запоріжжя) та увійшов до тренерського штабу команди. Переміг з командою в українській зоні класу «Б» 1960 року, але в перехідних матчах за право грати в класі «А» з «Шахтарем» (Сталіно), що посів останнє місце в класі «А», поступився (1:0 удома, 0:2 в гостях). Улітку 1961 року призначений головним тренером «Металурга».
Закінчив Вищу школу тренерів у Москві.
З літа був головним тренером «Локомотива» (Гомель), що посів останнє (18-е) місце в другій групі класу «А» 1963, головним тренером «Карпат» (Львів), з якими посів 10 місце у тій же лізі в сезоні 1964, а в 1965—1966 роках був начальником «Карпат».
У сезоні 1970 був наставником «Будівельника» (Ашхабад), з яким посів останнє місце в першій групі класу «А» (перша ліга). У першій половині чемпіонату 1971 очолював «Спартак» (Орджонікідзе).
Довго і продуктивно працював у друголіговому клубі «Даугава» (Рига) — після приходу на посаду головного тренера в 1973 році команда три сезони поспіль фінішувала в першій трійці, але щоразу вилітала в боротьбі в міжзональному турнірі. У сезоні 1975 команда нарешті перемогла у перехідному турнірі, вийшовши до першої ліги, за що тренер отримав звання заслуженого тренера Латвійської РСР, але в першій лізі 1976 «Даугава» посіла передостаннє, 19-е місце й повернулася до другої ліги.
Досяг успіхів на міжнародному рівні зі збірними Радянського Союзу різних вікових груп. У 1977 році був головним тренером юніорської збірної СРСР, готував її до першості світу, але через начебто схильність до вживання спиртного йому заборонили поїхати на юніорський чемпіонат світу 1977, який у підсумку команда СРСР виграла. Головний тренер юнацької збірної СРСР у 1978—1979 роках, з якою виграв турнір УЄФА 1978 (чемпіонат Європи серед юнацьких команд), а з юніорською збірною здобув срібні медалі на чемпіонаті світу 1979.
У 1981—1982 роках тренував другу збірну СРСР, збірну клубів СРСР.
Молодший брат, Анатолій Коршунов, також був відомим футболістом, грав за московські «Динамо» та «Спартак», а племінник Андрій Коршунов тренував дитячі футбольні команди.

## Титули та досягнення
Гравець
- Кубок СРСР: 1953
- віце-чемпіон СРСР: 1955
- у списку 33 найкращих: 1953 — № 3 (неофіційна класифікація)

Тренер
- Чемпіон Європи (U-18): 1978